# Smilia
Smilia  (лат.) — род равнокрылых насекомых из семейства горбаток (Smiliinae, Membracidae).
Неотропика и Неарктика. Развиваются на растениях семейств
Anacardiaceae (Rhus); Fabaceae (Robinia); Fagaceae (Quercus); Juglandaceae (Carya).
Передние крылья с разделёнными у основания жилками R, M и Cu. Голени задней пары ног с 3 продольными рядами капюшоновидных сет (cucullate setae).
.

## Систематика
10 видов. Род включён в трибу Smiliini.
- Smilia camelus
- Smilia centralis
- Smilia fasciata